# صالح الشميمري
صالح الشميمري (1939 - 5 أكتوبر 2017) أول ممرض فني سعودي على مستوى المملكة العربية السعودية ومؤسس الملف الطبي.

## عن حياته
ولد عام 1939 للميلاد وقد تخرج من المعهد الصحي السعودي الأول للبنين، عام 1381، والذي تأسس آنذاك في الرياض بالتعاون مع منظمة الصحة العالمية وبإشراف من وزارة الصحة التحق بعد التخرج بالعمل في مستشفى الملك عبد العزيز بمكة ثم مستشفى الصحة النفسية بالطائف، وقد عمل مدرساً في المعهد الصحي بمكة، وتدرج في عدة مناصب طوال تاريخه المهني، حيث كان يعمل فني عمليات براتب لا يتجاوز 650 ريالاً، وعمل أيضا كمراقب صحي ومأمور ومساعد فني صيدلة، إلى جانب عمله بالتفتيش العلاجي بوزارة الصحة.

## وفاته
توفي يوم في 15 محرم 1439 هـ الموافق 5 أكتوبر 2017 إثر نوبة قلبية مفاجئة تعرض لها داخل منزله بالطائف، حيث نُقل حينها إلى مستشفى الملك عبد العزيز بعد أن فارق الحياة.